# Шакай Садук Ілліч
Садук Шакай (1822, Євпаторія — 1895, Євпаторія) — гласний Євпаторійської міської Думи, директор тюремного комітету, член ряду благодійних установ.

## Суспільна праця
Шакай провів велику громадську роботу, зайнявшись озелененням міста. Він став піонером у справі озеленення рідного міста. Він перший придбав біля міста (тепер це центр Євпаторії) кілька десятин прибережної землі, удобрив її і насадив різного роду декоративні дерева, перетворивши всю свою ділянку в квітучий сад. Садук поставив перед собою мету: довести євпаторійцям можливість розведення садів на піщаному березі моря. Досвід Шакая привернув увагу інших мешканців міста. Купуючи на морському березі ділянки землі для забудови, вони стали удобрювати землю і розводити сади і виноградники. Так завдяки ініціативі С. Шакая, вся Євпаторія покрилася квітучими садами. На противагу Старій частини міста, де зелень майже була відсутня, з'явилися нові великі зелені райони Євпаторії: Нове місто і Дачний район. Довгий час Шакаївський сад залишався єдиним місцем відпочинку і прогулянок для євпаторійців і гостей міста, тут проводилися свята і масові народні гуляння.

## Нагороди
За свою корисну суспільну роботу Шакай був нагороджений російським урядом трьома великими Золотими медалями, а створений ним міський сад був у його честь названий «Шакаївським».
На честь Шакая в Євпаторії була встановлена стела, на якій після перевороту спорудили погруддя Леніна, а після Другої світової війни взагалі знесли.
16 квітня 2010 року в колишньому Шакаївському парку відбулося урочисте відкриття пам'ятного знака його творцеві.